# 武里団地

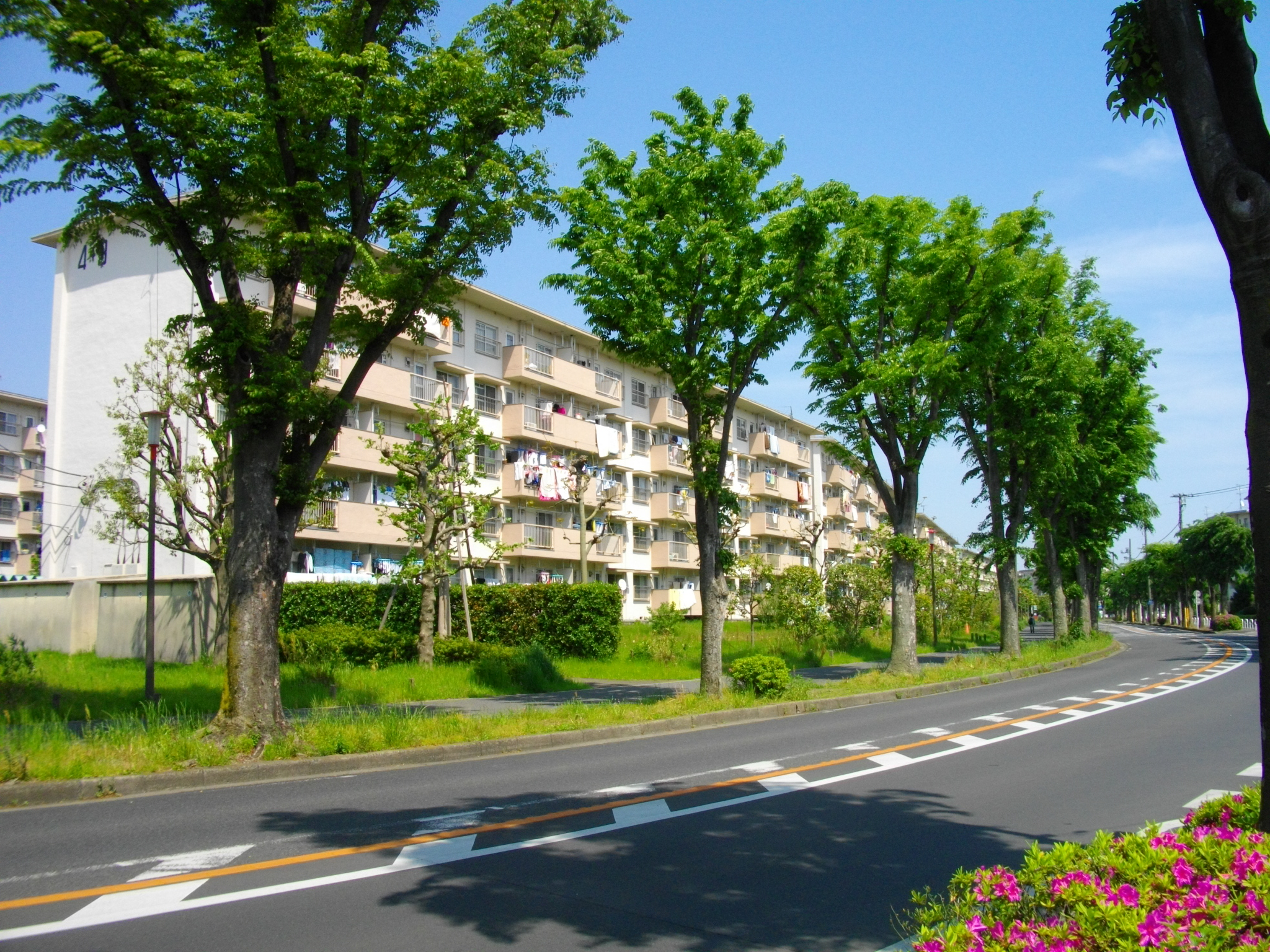
武里団地

武里団地（たけさとだんち）は、埼玉県春日部市大枝にある、旧・日本住宅公団による団地。UR賃貸住宅と分譲住宅で構成される。

## 概要

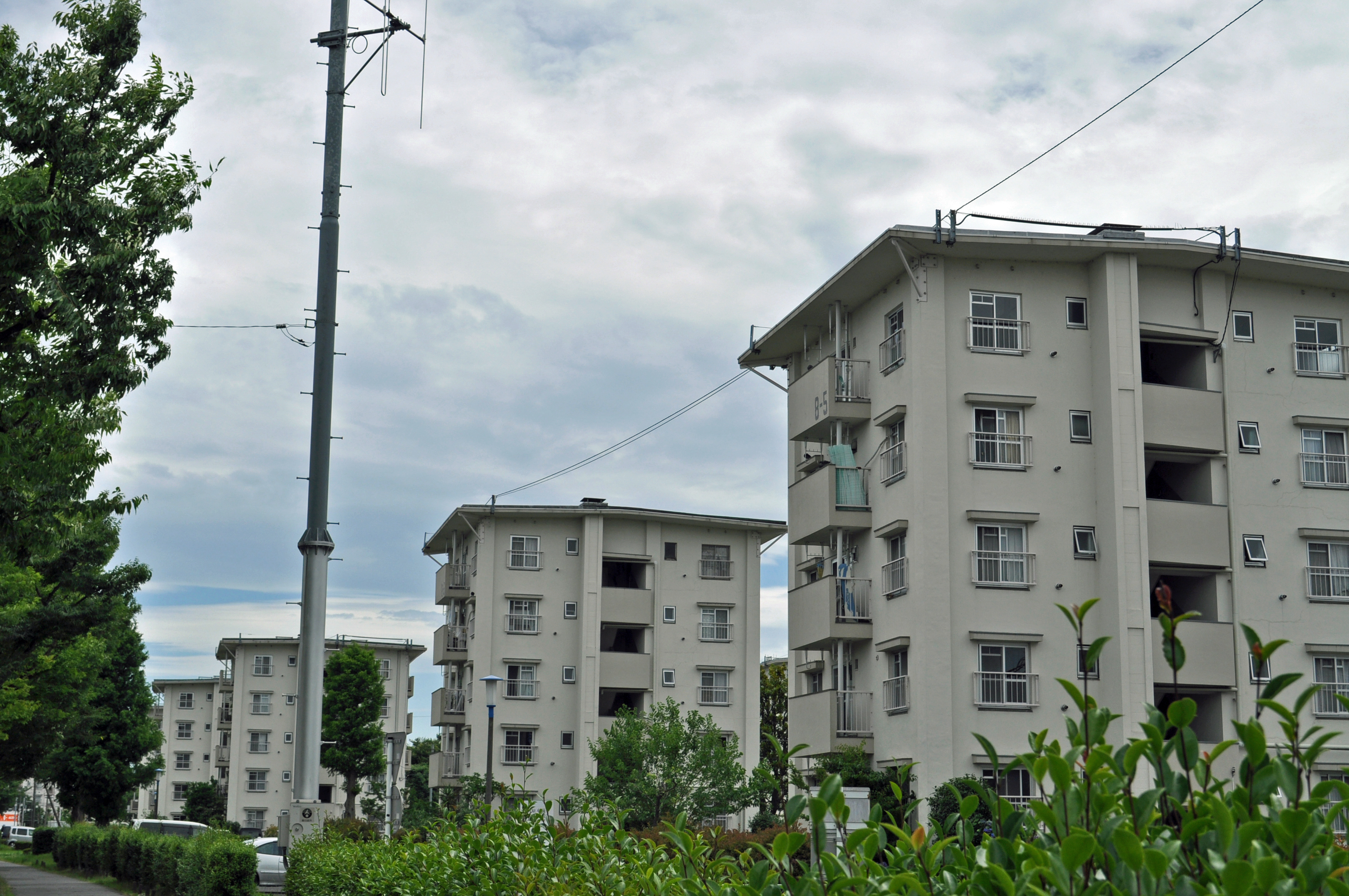
武里団地

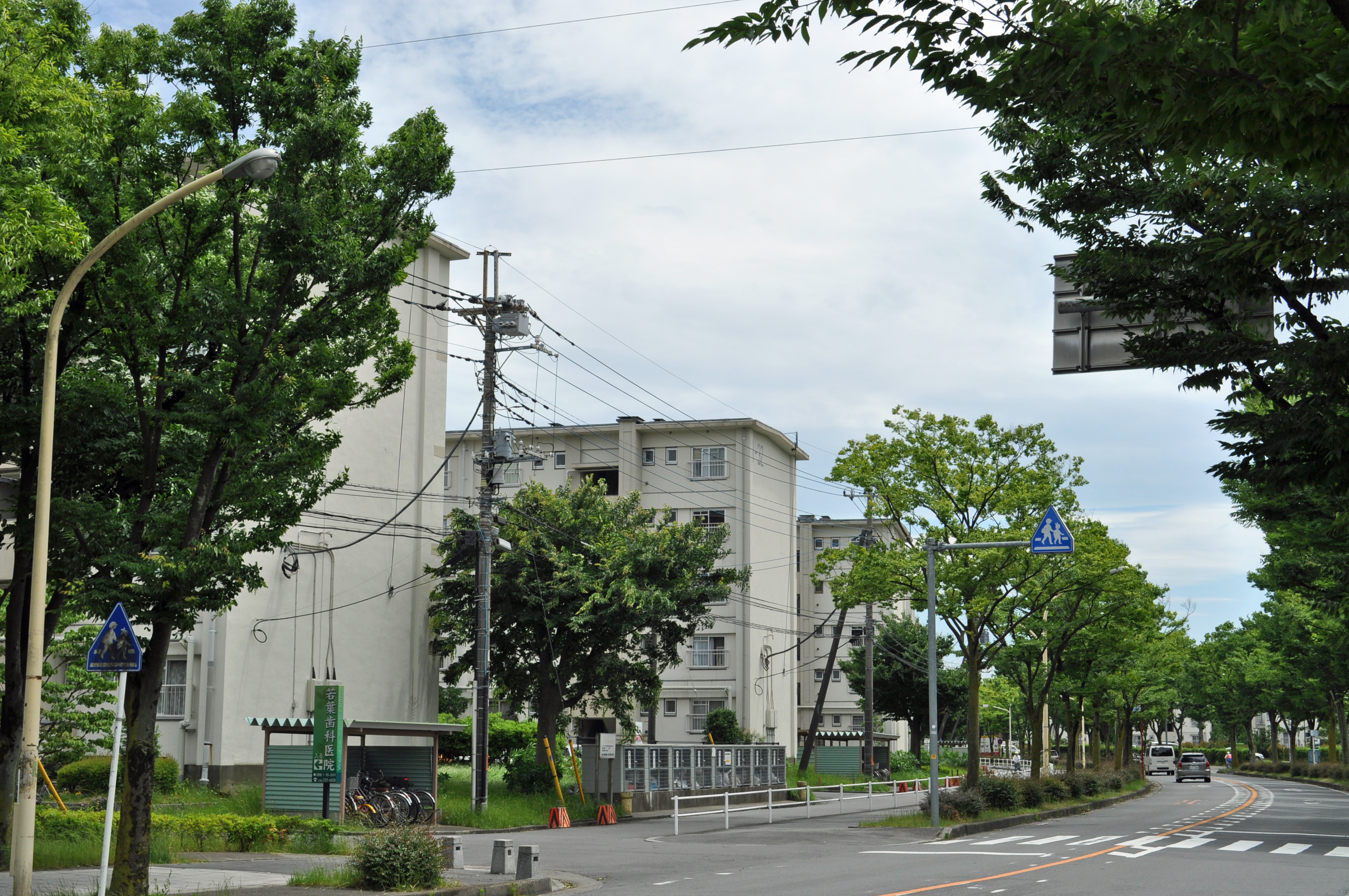
武里団地

1963年（昭和38年）竣工、1966年（昭和41年）より管理開始。全9街区からなり、最も南に位置する5街区のみ分譲住宅で、残りは賃貸住宅である。住所は各戸とも春日部市大枝89番地（なお、武里団地の施設に属さない建物の一部には大畑または大場の地番が付されているものがある）。 
住居は中層棟のみで、一部ボックス型ポイントハウスも存在する。かつては高層棟もあったが、耐震性の問題から取り壊された（後述）。2006年（平成18年）には外壁が塗装し直された。
団地内に行政施設・社会福祉施設が存在する。
また5街区に隣接するエリアには、1992年（平成4年）に竣工した武里第二団地が存在する。

## 再編計画
2街区・7街区の再編
2010年9月までに7街区（2棟）商店街の退去と2街区（4棟）商店街の団地内移転が行われ、2011年に解体が完了した。
2街区跡地はカスミ他の商業施設の設置が2012年（平成24年）に完了した。7街区跡地は高齢者支援施設の建設を予定していたものの受け手が現れず用途を変更して再募集した結果、東都春日部病院が2015年7月2日に開院した。
一部地区の解体
URが2018年に策定した「ＵＲ賃貸住宅ストック活用・再生ビジョン」において、武里団地は団地ごとの特性に応じた多様な活用を行う「ストック再生型」の団地に位置付けられた。
この計画に基づき一部建屋の解体が進められた。特に9街区は2023年から2024年にかけて全ての建屋が解体され、最大時で約6,000戸あった総戸数は2024年3月時点で4,535戸に減少した。

## 交通機関

### 鉄道
- 東武伊勢崎線（東武スカイツリーライン）武里駅・せんげん台駅

### バス
- 朝日自動車 （せんげん台駅 - 武里駅西口）（せんげん台駅 - ウイングハット春日部）
  - 団地内（けやき通り）を運行している。

## 施設
行政
- 春日部市役所 武里出張所
- 春日部市立武里図書館
- 春日部市武里大枝公民館
- 春日部市武里南地区公民館
- 健康福祉センター・ゆっく武里

金融機関
- 春日部武里団地内郵便局
- 埼玉りそな銀行 武里団地出張所（有人店舗としての武里支店はせんげん台支店内に移転）

教育
- 春日部市立武里南小学校
- 武里双葉幼稚園（認定こども園ふたば）
- 武里幼稚園
- 第二白百合幼稚園

その他
- カスミフードスクエア 春日部武里店
- セブンイレブン JS武里団地店
- ローソン 武里団地店
- 東都春日部病院

## 過去に存在していた施設
- 春日部市立病院付属武里診療所
- 東武ストア武里店（春日部市大枝89武里団地7-1-1[2]、1967年（昭和42年）7月9日開店[3]、店舗面積1,056m2[3]）
- 春日部市立大畑小学校（平成15年3月閉校） 武里団地 2-1